# Aminal
Aminal (aminoacetal) je funkcionalna grupa ili tip hemijskog jedinjenja koje ima dve amino grupe vezane za isti atom ugljenika: . R može da bude vodonik ili alkil grupa.
Aminal i hemiaminalne grupe su srodne hemiacetalima i acetalima sa azotom zamenjenim kiseonikom. Aminali se na primer sreću u Fišerovoj sintezi indola.

## Hemiaminalni etri
Hemiaminalni etri se takođe ponekad nazivaju aminalima, mada to nije preporučeno po IUPAC-u. Oni imaju sledeće strukture: . Glikozilamini su primeri cikličnih hemiaminalnih etara.

## Literatura
- Clayden, Jonathan; Greeves, Nick; Warren, Stuart; Wothers, Peter (2001). Organic Chemistry (I изд.). Oxford University Press. ISBN 978-0-19-850346-0.
- Smith, Michael B.; March, Jerry (2007). Advanced Organic Chemistry: Reactions, Mechanisms, and Structure (6th изд.). New York: Wiley-Interscience. ISBN 0-471-72091-7.